# Baldet (cráter marciano)
Baldet es un cráter de impacto del planeta Marte situado al sur del cráter Renaudot, al oeste de Peridier, al noroeste de Du Martheray y al este de Antoniadi, a 22.7° norte y 65.4º este. El impacto causó un boquete de 180 kilómetros de diámetro. El nombre fue aprobado en 1973 por la Unión Astronómica Internacional, en honor al astrónomo francés Fernand Baldet (1885-1964).